# Бланка Палома
Бланка Палома Рамос Баэса (исп. Blanca Paloma Ramos Baeza; род. 9 июня 1989, L'Altet, Испания), более известная по своему полному личному имени Бланка Палома — испанская певица, художница декораций и художница по костюмам. Представительница Испании на конкурсе песни «Евровидение-2023», который прошёл в мае 2023 года в Ливерпуле. Участница музыкального фестиваля в Бенидорме — Benidorm Fest, где дважды становилась финалисткой: в 2022 году заняла пятое место в финале с песней «Secreto de agua», а в 2023 году одержала победу с песней «Eaea», получив тем самым право представлять Испанию на «Евровидении-2023».

## Ранние годы
Родилась и выросла в городе Эльче, в провинции Аликанте, Валенсия. Окончила университет Мигеля Эрнандеса в Эльче со степенью бакалавра изящных искусств. В 2013 году Бланка переехала в Мадрид, чтобы продолжить театральную карьеру.

## Карьера
10 декабря 2021 года было объявлено, что она примет участие в фестивале Benidorm Fest 2022 с песней «Secreto de agua». В первом полуфинале конкурса она заняла третье место с 79 баллами и прошла в финал, где получила пятое место и набрала 61 балл.
В фестивале следующего года, Benidorm Fest 2023, Бланка приняла участие с песней «Eaea». Наряду с композицией «Quiero arder», которую исполнил канарский певец Агоней, «Eaea» была одной из песен-фаворитов конкурса. Песня заняла первое место как во втором полуфинале, так и в финале конкурса, набрав 169 баллов в сумме и получив 94 балла жюри из 96 возможных, 40 баллов от зрителей из 40 возможных, и 35 баллов от демоскопического жюри из 40 возможных. Вторая песня-фаворитка конкурса, «Quiero arder», набрала 145 баллов в сумме и заняла второе место. Эта победа позволила Бланке Паломе стать представительницей Испании на конкурсе песни «Евровидение-2023», где она вновь исполнит «Eaea» в качестве конкурсной заявки.

## Дискография

### Синглы
| Название                                         | Год  | Альбом               |
| ------------------------------------------------ | ---- | -------------------- |
| «Secreto de agua»                                | 2021 | Lucía en la telaraña |
| «Niña de fuego (canción del fuego fatuo medley)» | 2022 | Неальбомный сингл    |
| «Eaea»                                           | 2022 | Неальбомный сингл    |